# Rete tranviaria di Trieste
La rete tranviaria di Trieste è in esercizio nella città giuliana dal 1876. In passato era rappresentata da una vasta rete di linee, poi inesorabilmente soppresse; dal 1970, l'unica linea attiva è la tranvia di Opicina, con numerazione 2.

## Storia

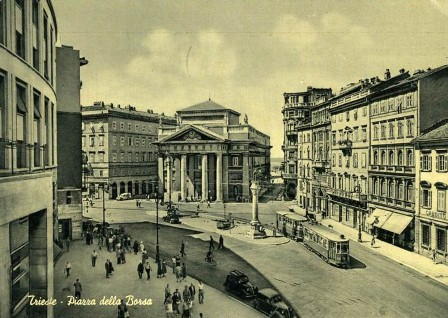
Piazza della Borsa, tram Stanga (401-428) e rimorchiata sulla linea 9

Le vicende storiche legate alla rete tranviaria di Trieste si intrecciano con quelle della politica cittadina, fra irredentismo e volontà di anticipare i tempi con soluzioni tecnologiche d'avanguardia, fra apertura internazionale e desiderio da parte del Comune di gestire direttamente i servizi.

### La rete a cavalli
Dopo l'istituzione di alcune linee di omnibus nel 1860, le prime linee di tram a cavalli furono attivate nel 1876 dalla Società Triestina Tramway (STT); tale azienda, con capitale belga, era altresì denominata Triester Tramway Gesellshaft e Societé de Tramways de Trieste, a testimoniare il carattere di quella che nei fatti era una controllata di una multinazionale del settore. Fra le linee di "ferrovia a cavalli", come allora erano definite, quella che serviva la direttrice via del Torrente (poi via Carducci)-corsia Stadion (poi via Battisti)-Boschetto, inaugurata il giorno 30 marzo.
Alla fine dell'Ottocento la rete di tram a cavalli presentava una notevole estensione, presentando nel 1900, anno di massima espansione, le seguenti linee:
- Stazione centrale (allora Südbahnhof)-Boschetto
- Stazione centrale (Südbahnhof)-Stazione tranviaria di Sant'Andrea (allora Staatsbahnhof)
- tranvia per Barcola
- tranvia per Barriera Vecchia
- tranvia per piazza Giuseppina (poi rinominata piazza Venezia)
- tranvia per il Punto Franco
- tranvia per il Bagno Fontana

Dopo una serie di proposte fra loro concorrenti avanzate da un privato e dalla STT, il 3 ottobre 1900 venne attivata, a cura della seconda, la linea Boschetto-Barcola a trazione elettrica, sistema che sarebbe poi stato esteso negli anni seguenti all'intera rete.

### Verso la municipalizzazione

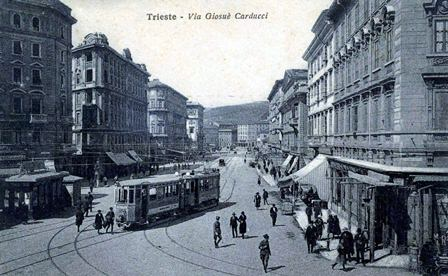
Via Carducci

Alla decisione del consiglio comunale triestino di realizzare e gestire direttamente alcune linee tranviarie si oppone la concessionaria STT, dando il via ad una causa giudiziaria che si trascinò fino ad una sentenza favorevole al Comune emanata dalla suprema corte di giustizia di Vienna il 19 maggio 1910.
Il 7 giugno 1913 la nuova linea Piazza Goldoni-San Sabba, gestita direttamente dal Comune, si affiancò dunque al servizio della STT che oltre alla linea ancora a cavalli per il Punto Franco aveva in carico le seguenti relazioni a trazione elettrica:
- Boschetto-Servola
- Via Kandler-Sant'Andrea
- Barcola-Piazza Tommaseo (per via Stazione e per via Carducci)
- Roiano-Via Sette Fontane
- Circolare

Il periodo successivo fu caratterizzato da fermenti politici di grande importanza per la città, che con la firma del trattato di Rapallo (1920) del novembre 1920 passò al Regno d'Italia. Come esito dell'intenso dibattito allora in atto sulla municipalizzazione dei servizi, a partire dal 1921 l'intera rete della STT passò alla gestione pubblica. Tre anni dopo la nuova Azienda Tranvie Municipali aveva in carico le seguenti relazioni così numerate:
- 1 - San Sabba-San Giacomo-Stazione Centrale
- 2 - Boschetto-Campo Marzio-Servola
- 3 - Boschetto- Stazione Campo Marzio
- 4 - Piazza Garibaldi-Campo Marzio-Arsenale
- 5 - Piazza Perugino-Roiano
- 6 - Piazza Goldoni-Barcola
- 7 - Boschetto-Stazione Centrale
- 8 - Stazione Centrale-Campo Marzio

Ulteriori ampliamenti si ebbero il 25 dicembre 1925 (nuova linea parzialmente in galleria fino al colle di Servola) e 24 maggio 1926 (nuovo capolinea alla chiesa di San Giovanni) che assieme ad alcune variazioni di percorso portarono alla fine di tale anno alla gestione di ben 10 linee. L'ultima inaugurazione, quella relativa alla nuova linea 11 Pizza Verdi-Rione del Re, si ebbe il 23 dicembre 1928, lo stesso anno in cui un'altra azienda di trasporti locale, la Società anonima delle Piccole Ferrovie di Trieste attuò la trasformazione con sistema a funicolare del tratto intermedio della tranvia Trieste-Opicina.
Nel 1934, in seguito all'accorpamento dei diversi servizi comunali, venne istituita l'Azienda Comunale Elettricità Gas Acqua e Tramvie (ACEGAT), dalla fusione delle tranvie municipali e dell'Azienda Comunale Elettricità Gas Acqua (ACEGA) e le linee esercitate erano 10.

### Il declino
Iniziò nel 1935 il declino della rete tranviaria, con trasformazione in autoservizio della linea 10. Nel 1936 la rete tranviaria aveva un'estensione di 41,7 km, contro i 19,8 di quella automobilistica e i 3,1 di quella filoviaria, inaugurata l'anno precedente.
La Seconda guerra mondiale colpì duramente i trasporti a Trieste e gran parte del materiale rotabile e degli impianti fu danneggiato. Al termine delle ostilità la ripristinata rete tranviaria risulta formata dalle seguenti linee:
- 1 - Stazione Centrale-Stadio
- 2 - Rotonda del Boschetto-Servola
- 3 - San Giovanni-Campo Marzio
- 4 - Rotonda del Boschetto-Scalo Legnami (prolungata a tale capolinea nel 1950)
- 5 - Piazza Perugino-Roiano
- 6 - Piazza Goldoni-Barcola
- 7 - San Giovanni-Stazione Centrale
- 8 - Roiano-Campo Marzio
- 9 - San Giovanni-Campi Elisi (deposito Broletto)
- 11 - Piazza Verdi-Rozzol (Scala Bonghi)

La situazione economica dell'ACEGAT era tuttavia caratterizzata da uno stato di pesante crisi, cui si cercò di porre rimedio attuando un piano che anziché potenziare la rete tranviaria mirava a ridurla alle sole linee dall'andamento pianeggiante, introducendo ove possibile servizi su gomma che, in assenza di un traffico automobilistico significativo, apparivano più flessibili, benché potenzialmente dotati di una minore capacità di trasporto. Il 1º gennaio 1952 fu varata dunque una nuova sistemazione del trasporto pubblico triestino, basata sull'esteso impiego di filobus, che sostituirono tutte le linee tranviarie dal tragitto tortuoso e con tratte a binario unico; furono inoltre radiati dal servizio i tram a due assi, provvedendo inoltre a ricostruire i tram più moderni (serie 429-448) danneggiati durante la guerra. A fine 1952 erano in servizio le linee tranviarie:
- 2 - Boschetto-Servola
- 3 - San Giovanni-Campo Marzio
- 6 - San Giovanni-Barcola
- 8 - Roiano-Campo Marzio
- 9 - San Giovanni-Campi Elisi
- 31 - San Giovanni-Piazza Goldoni-Servola (notturna ore 24-05)
- 32 - Barcola-Piazza Goldoni-Campo Marzio (notturna ore 24-05)

Nel periodo estivo, a supporto delle zone balneari della città, erano inoltre esercitate la linea 6/ (piazza Goldoni - Barcola) e la deviazione delle linee 3 e 8 sull'anello del "Bagno Ausonia".
A fine anni cinquanta si iniziò a pensare di sostituire tram e filobus con autobus: tali idee sfociarono nel 1960 in un programma elaborato dall'ACEGAT che prevedeva l'eliminazione dei tram in dodici anni a partire dal 1964. Già a partire dal 1958 erano iniziate le soppressioni delle linee tranviarie: iniziarono le linee notturne, cui seguì la 2 (1960, ma era già sospesa dal 1958).
Nel 1966 fu soppressa la linea 3, inglobata nella 9; la stessa sorte toccò due anni dopo alla 8 e il 30 dicembre 1969 alla 6. L'ultima linea tranviaria triestina, la 9, cessò il servizio il 31 marzo 1970.

### Situazione attuale
Di tutta la rete della città giuliana, è rimasta attiva solamente la tranvia di Opicina, giunta ai giorni nostri e fonte di attrattiva turistica.

## Caratteristiche
La rete urbana triestina era realizzata allo scartamento tranviario standard di 1.445 mm utilizzando normali rotaie tranviarie di tipo Phoenix. La tensione di alimentazione era a 600 V, in corrente continua. In piazza Oberdan il binario tranviario urbano incontrava quello a scartamento metrico della tranvia per Opicina, il cui capolinea subì in seguito uno spostamento.

## Materiale rotabile

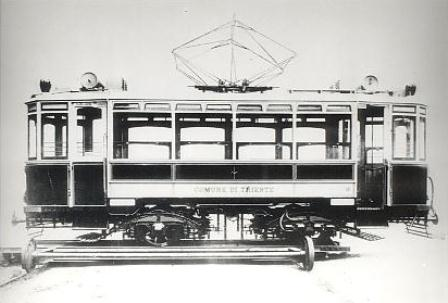
Motrice comunale tipo "Graz" serie 1-12 (poi 167-178)

Il parco tranviario di Trieste era numeroso e comprendeva sia elettromotrici tranviarie a due assi e a carrelli che rimorchiate, parte delle quali ricavate dai rotabili del precedente esercizio a cavalli.
All'inaugurazione del servizio a trazione elettrica, era disponibile una flotta di 60 unità a due assi costruite dalla Union di Vienna. Altre 52 unità, costruite da Officine Bagnara, Officine di Savigliano (SNOS) e Officine di Casaralta, si aggiunsero negli anni venti sotto la gestione comunale che, per la sua prima linea, aveva adottato 12 vetture di costruzione Grazer Waggonfabrik.
Nel 1928, anno di massima espansione della rete, l'azienda comunale disponeva di 124 elettromotrici (tutte a due assi) e 81 rimorchiate; da allora il numero di veicoli, diminuì costantemente; nel 1935 l'ACEGAT possedeva 100 elettromotrici e 56 rimorchiate, nel 1961 il parco era sceso a 48 elettromotrici, tutte a carrelli, più 30 rimorchiate. In tali anni le motrici 443-448, ormai in esubero, vennero cedute alla STEFER di Roma. Le ultime rimorchiate cessarono il servizio nell'autunno del 1966.

### Rimorchiate
| Unità | Assi | Anno | Costruttore            | Note                                                                                 |
| ----- | ---- | ---- | ---------------------- | ------------------------------------------------------------------------------------ |
| 1÷29  | 2    | 1900 |                        | giardiniere in parte ex tram a cavalli, demolite anni '30-'40                        |
| 31÷43 | 2    | 1900 |                        | rimorchiate chiuse in parte ex tram a cavalli, demolite anni '30-'40                 |
| 45÷52 | 2    | 1912 | Grazer Waggonfabrik    | dotazione originale del Servizio Comunale come serie 501-508, demolite fine anni '60 |
| 53÷62 | 2    | 1927 | Officine di Savigliano | demolite fine anni '60                                                               |
| 63÷70 | 2    | 1927 | Officine Casaralta     | demolite fine anni '60                                                               |
| 71÷89 | 2    | 1900 |                        | rimorchiate chiuse in parte ex tram a cavalli, demolite anni '30-'40                 |

### Motrici
| Unità   | Assi | Anno | Costruttore            | Equipaggiamento elettrico | Note |
| ------- | ---- | ---- | ---------------------- | ------------------------- | --- |
| 101÷160 | 2    | 1900 | Union El. Ges. Wien    | AEG Berlin                | dotazione originale della STT, demolite anni '30                                                                         |
| 161÷166 | 2    | 1925 | Officine Bagnara       | CGE                       | demolite anni '50 |
| 167÷178 | 2    | 1912 | Grazer Waggonfabrik    | Union El. Ges. Wien       | dotazione originale del Servizio Comunale come serie 1-12, demolite anni '50                                             |
| 179÷200 | 2    | 1927 | Officine di Savigliano | CGE                       | demolite anni '50, eccetto 191 e 194 trasformate in cantoniere                                                           |
| 201÷224 | 2    | 1927 | Officine Casaralta     | CGE                       | demolite anni '50 |
| 401÷408 | 4    | 1933 | Stanga                 | TIBB                      | demolite anni '70 |
| 409÷428 | 4    | 1934 | Stanga                 | TIBB                      | demolite anni '70, eccetto 427 conservata al Museo di Campo Marzio                                                       |
| 429÷448 | 4    | 1938 | Stanga                 | TIBB                      | demolite anni '70, eccetto 442 conservata al Museo di Campo Marzio e 6 unità (443-448) cedute negli anni '60 alla STEFER |

## Galleria d'immagini

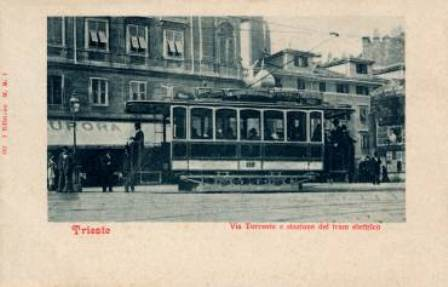
Via Torrente (attuale via Carducci) in una cartolina d'epoca, motrice Union (101-160)
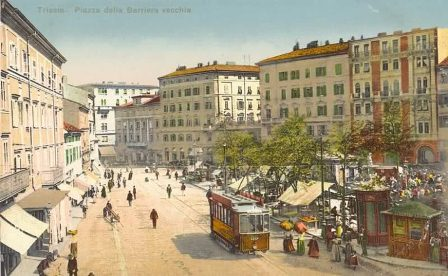
Piazza Barriera Vecchia (attuale piazza Garibaldi) in una cartolina d'epoca, motrice Union (101-160)
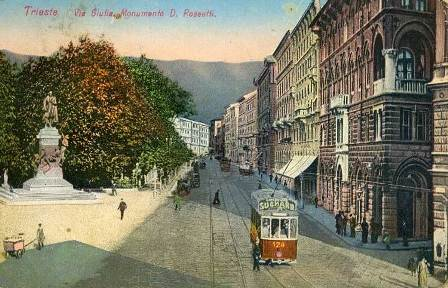
Via Giulia in una cartolina d'epoca, motrice Union (101-160)
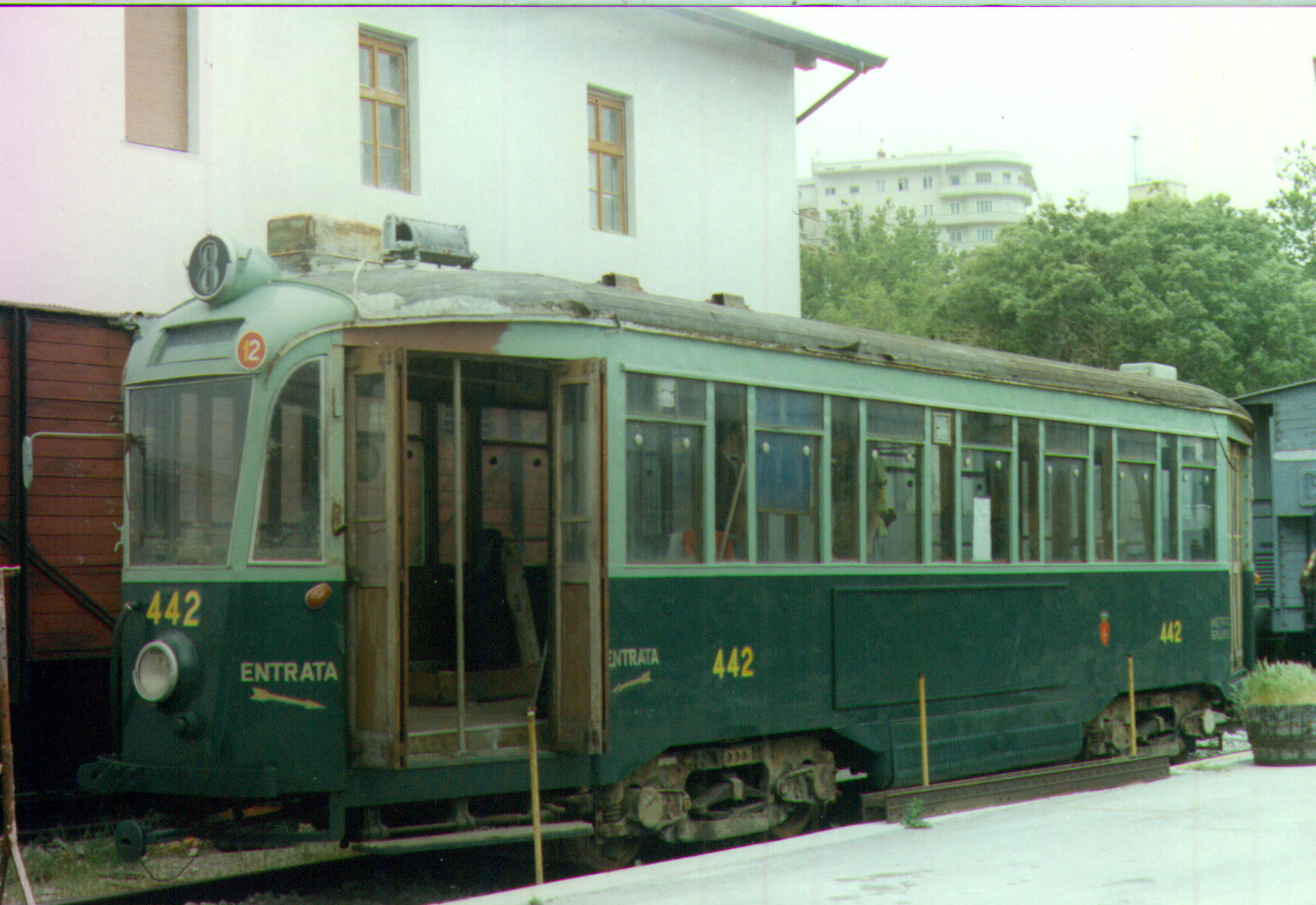
Vettura n. 442 (Stanga terza serie) al Museo ferroviario di Trieste Campo Marzio
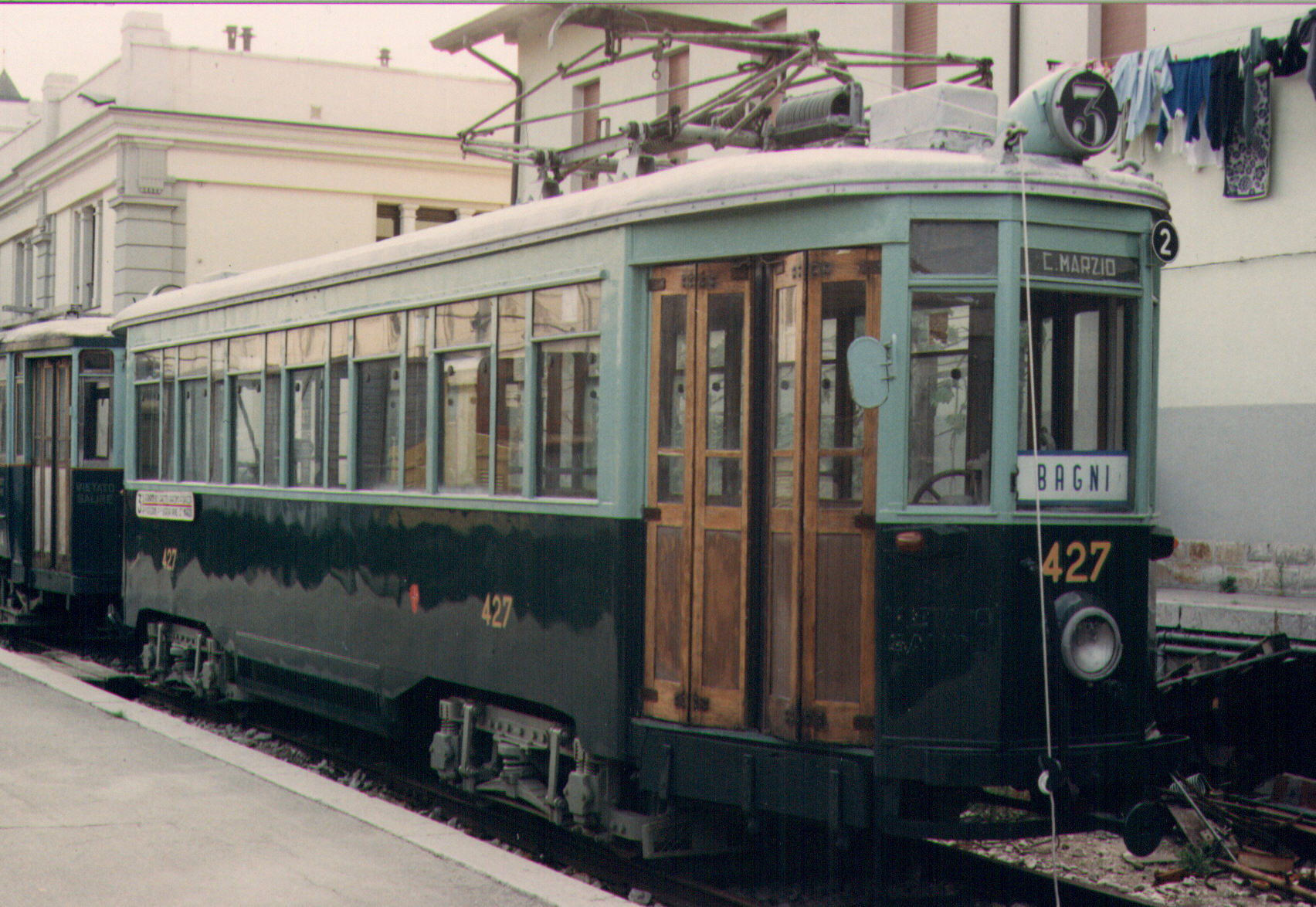
Vettura n. 427 (Stanga seconda serie) al Museo ferroviario di Trieste Campo Marzio